# 태양의 여자
《태양의 여자》는 2008년 5월 28일부터 2008년 7월 31일까지 20부작으로 방송된 대한민국의 드라마이다. 피가 섞이지 않은 자매 간인 두 여성을 중심으로 한 통속극이다. 작가는 욕망과 용서에 대한 이야기라고 밝혔다.

## 줄거리
KBN 아나운서 신도영은 여대생들이 닮고 싶은 인물 1위로 꼽히는 대한민국 최고의 아나운서이다. 부유한 저명 교수 부부의 외동딸이며 기업 인수합병 전문가 김준세와의 결혼을 앞두고 있는 신도영은 남부러운 것 없어 보이지만, 실은 부모에게 버림받고 보육원에서 지내다가 입양된 아이였다는 은밀한 아픔이 있다. 자신이 입양된 뒤 양부모 사이에서 태어난 여동생은 다섯 살 때 실종되었다. 어느날 신도영은 친엄마라는 사람으로부터 전화를 받고 엄마를 만나기 위해 홍콩으로 가는데...

## 등장 인물

### 주요 인물
- 김지수 : 신도영/김한숙 역 (아역 심은경, 이라혜)
- 이하나 : 윤사월/신지영 역 (아역 정민아, 이민희)
- 정겨운 : 차동우 역 (아역 맹세창)
- 한재석 : 김준세 역 (아역 서장원)

### 주변 인물
- 정애리 : 최정희 역
- 강인덕 : 신수호 역
- 김미경 : 박영숙 역
- 안정훈 : 고훈 역
- 하재숙 : 박용자 역
- 강지섭 : 홍은섭 역 (아역 강빛)
- 장영남 : 김은비 역
- 김혜은 : 장시은 역
- 지일주 : 상구 역
- 이유정 : 조현주 역
- 유정석 : 송찬영 역
- 윤주상 : 장태문 역
- 김세인 : 미미 역
- 김효진 : 윤사이벨 역
- 김민하 : 연극씬 어린 도영 역
- 황정원 : 연극씬 어린 지영 역
- 서지연 : 정비서 역

### 그 외 인물
- 나경미
- 이철민
- 장채우
- 김효진
- 안서정
- 유강현

### 특별출연
- 손범수
- 이금희
- 김기수

## 시청률
태양의 여자의 시청률은 첫 회에 한자리수인 6~7% 대를 기록하는 등 초반에는 SBS 일지매의 선전으로 저조한 편이었으나, 이후 가파르게 상승하여 7월 18일에는 20%를 돌파하였다. 마지막 방송인 7월 31일에는 27.3%(TNmS), 26.9%(AGB)의 높은 시청률로 종영하였다.
| 2008년      | 2008년      | 2008년      | 2008년     | 2008년      |
| 회차        | 방송일      | TNmS 시청률 | AGB 시청률 | AGB 시청률  |
| 회차        | 방송일      | 전국 지역   | 전국 지역  | 수도권 지역 |
| ----------- | ----------- | ----------- | ---------- | ----------- |
| 제1회       | 5월 28일    | 6.8%        | 7.6%       |             |
| 제2회       | 5월 29일    | 8.5%        | 7.7%       |             |
| 제3회       | 6월 4일     | 8.1%        | 9.0%       |             |
| 제4회       | 6월 5일     | 10.2%       | 9.7%       | 9.5%        |
| 제5회       | 6월 11일    | 9.3%        | 10.5%      | 10.0%       |
| 제6회       | 6월 12일    | 9.6%        | 10.1%      | 10.8%       |
| 제7회       | 6월 18일    | 10.3%       | 10.5%      | 10.2%       |
| 제8회       | 6월 19일    | 10.1%       | 10.1%      | 9.6%        |
| 제9회       | 6월 25일    | 12.0%       | 11.7%      | 11.3%       |
| 제10회      | 6월 26일    | 11.3%       | 11.4%      | 11.4%       |
| 제11회      | 7월 2일     | 12.4%       | 12.9%      | 12.6%       |
| 제12회      | 7월 3일     | 15.0%       | 14.7%      | 14.3%       |
| 제13호      | 7월 9일     | 15.1%       | 15.6%      | 15.0%       |
| 제14회      | 7월 10일    | 17.4%       | 16.2%      | 15.7%       |
| 제15회      | 7월 16일    | 16.8%       | 16.8%      | 16.6%       |
| 제16회      | 7월 17일    | 17.2%       | 17.7%      | 18.1%       |
| 제17회      | 7월 23일    | 20.1%       | 20.0%      | 19.7%       |
| 제18회      | 7월 24일    | 20.3%       | 18.7%      | 18.6%       |
| 제19회      | 7월 30일    | 25.5%       | 24.9%      | 24.0%       |
| 제20회      | 7월 31일    | 27.3%       | 26.9%      | 25.6%       |
| 평균 시청률 | 평균 시청률 | 14.2%       | 14.1%      |             |

- 최고 시청률은 빨간색으로 나타냅니다.
- 최저 시청률은 파란색으로 나타냅니다.

## 수상
- 2008년 KBS 연기대상 여자 최우수연기상 김지수
- 2008년 KBS 연기대상 미니수목드라마 여자 우수연기상 이하나
- 2008년 KBS 연기대상 남자 신인연기상 정겨운

## 참고 사항
- 흔한 소재를 다루었으나 탄탄한 스토리 전개와 배우들의 좋은 연기로 인기를 끌어, "신개념 통속극", "웰메이드 통속극", "21세기형 통속극"이라는 평가를 받았다.[4]
- 자본력과 마케팅 기술 없이, 순수한 이야기의 힘과 연출, 연기로만 구성된 노동집약적 드라마라는 평가를 받았다.[5] 촬영 장소도 KBS 시설을 최대한 이용하여 제작비를 줄였다.